# Pont-d'Ouilly
Pour les articles homonymes, voir Pont (toponyme).
Pont-d'Ouilly est une commune française, située dans le département du Calvados en région Normandie, peuplée de 999 habitants.
Située sur l'Orne, au cœur de la Suisse normande, Pont-d'Ouilly est une commune de tourisme et de loisirs.

## Géographie
Pont-d'Ouilly est située au confluent de l'Orne et du Noireau, sur la route reliant Falaise à Condé-sur-Noireau.
Le territoire comprend une enclave au sein de la commune ornaise de Cahan au nord du Noireau.
| Clécy                                   | Cossesseville, Pierrefitte-en-Cinglais | Tréprel             |
| Clécy, Saint-Denis-de-Méré              | Pont-d'Ouilly                          | Le Détroit          |
| Cahan (Orne, une enclave y est incluse) | Ménil-Hubert-sur-Orne (Orne)           | Le Mesnil-Villement |

### Hydrographie
La commune est située dans le bassin Seine-Normandie. Elle est drainée par l'Orne, le Noireau, le cours d'eau 01 de la Martelée, le ruisseau du Val la Here, le ruisseau du Val Corbel, le fossé 01 de la Fouillerie, le ruisseau de la Meslière, le fossé 01 du Haut d'Ouilly, le fossé 01 de Plainville et divers autres petits cours d'eau,.
L'Orne, d'une longueur de 170 km, prend sa source dans la commune d'Aunou-sur-Orne et se jette  dans l'embouchure de l'Orne à Merville-Franceville-Plage, après avoir traversé 60 communes. Les caractéristiques hydrologiques de l'Orne sont données par la station hydrologique située sur la commune du Mesnil-Villement. Le débit moyen mensuel est de 15,9 m3/s. Le débit moyen journalier maximum est de 228 m3/s, atteint lors de la crue du 28 décembre 1999. Le débit instantané maximal est quant à lui de 259 m3/s, atteint le 5 janvier 2001.

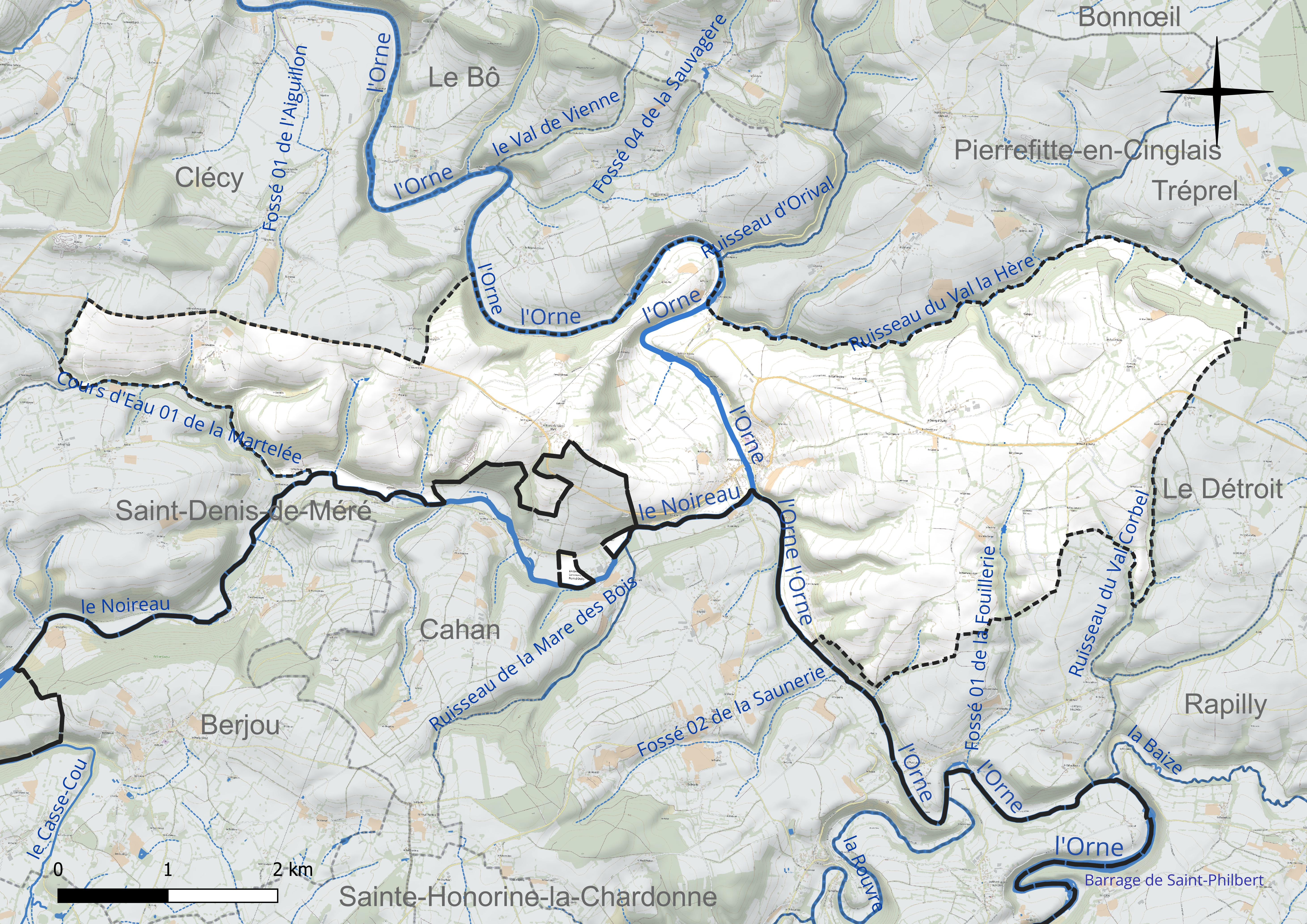
Réseau hydrographique de Pont-d'Ouilly.

Le Noireau, d'une longueur de 43 km, prend sa source dans la commune de Saint-Christophe-de-Chaulieu et se jette  dans l'Orne à Ménil-Hubert-sur-Orne, après avoir traversé 15 communes. Les caractéristiques hydrologiques de le Noireau sont données par la station hydrologique située sur la commune de Cahan. Le débit moyen mensuel est de 6,95 m3/s. Le débit moyen journalier maximum est de 106 m3/s, atteint lors de la crue du 28 décembre 1999. Le débit instantané maximal est quant à lui de 123 m3/s, atteint le 6 janvier 2001.

### Climat
Pour des articles plus généraux, voir Climat de la Normandie et Climat du Calvados.
En 2010, le climat de la commune est de type climat océanique altéré, selon une étude du CNRS s'appuyant sur une série de données couvrant la période 1971-2000. En 2020, Météo-France publie une typologie des climats de la France métropolitaine dans laquelle la commune est exposée à un climat océanique et est dans la région climatique  Normandie (Cotentin, Orne), caractérisée par une pluviométrie relativement élevée (850 mm/a) et un été frais (15,5 °C) et venté. Parallèlement le GIEC normand, un groupe régional d'experts sur le climat, différencie quant à lui, dans une étude de 2020, trois grands types de climats pour la région Normandie, nuancés à une échelle plus fine par les facteurs géographiques locaux. La commune est, selon ce zonage, exposée à un « climat contrasté des collines », correspondant au Bocage normand, bien arrosé, voire très arrosé sur les reliefs les plus exposés au flux d'ouest, et frais en raison de l'altitude.
Pour la période 1971-2000, la température annuelle moyenne est de 10,5 °C, avec  une amplitude thermique annuelle de 12,3 °C. Le cumul annuel moyen de précipitations est de 777 mm, avec 11,8 jours de précipitations en janvier et 7,6 jours en juillet. Pour la période 1991-2020, la température moyenne annuelle observée sur la station météorologique la plus proche, située sur la commune de Pierrefitte-en-Cinglais à 4 km à vol d'oiseau, est de 11,2 °C et le cumul annuel moyen de précipitations est de 806,5 mm,. Pour l'avenir, les paramètres climatiques de la commune estimés pour 2050 selon différents scénarios d'émission de gaz à effet de serre sont consultables sur un site dédié publié par Météo-France en novembre 2022.

## Urbanisme

### Typologie
Au 1er janvier 2024, Pont-d'Ouilly est catégorisée commune rurale à habitat dispersé, selon la nouvelle grille communale de densité à 7 niveaux définie par l'Insee en 2022.
Elle est située hors unité urbaine et hors attraction des villes,.

### Occupation des sols
L'occupation des sols de la commune, telle qu'elle ressort de la base de données européenne d'occupation biophysique des sols Corine Land Cover (CLC), est marquée par l'importance des territoires agricoles (85,3 % en 2018), une proportion identique à celle de 1990 (85,3 %). La répartition détaillée en 2018 est la suivante : 
prairies (60,3 %), zones agricoles hétérogènes (15,3 %), forêts (12,8 %), terres arables (9,6 %), zones urbanisées (1,9 %). L'évolution de l'occupation des sols de la commune et de ses infrastructures peut être observée sur les différentes représentations cartographiques du territoire : la carte de Cassini (XVIIIe siècle), la carte d'état-major (1820-1866) et les cartes ou photos aériennes de l'IGN pour la période actuelle (1950 à aujourd'hui).

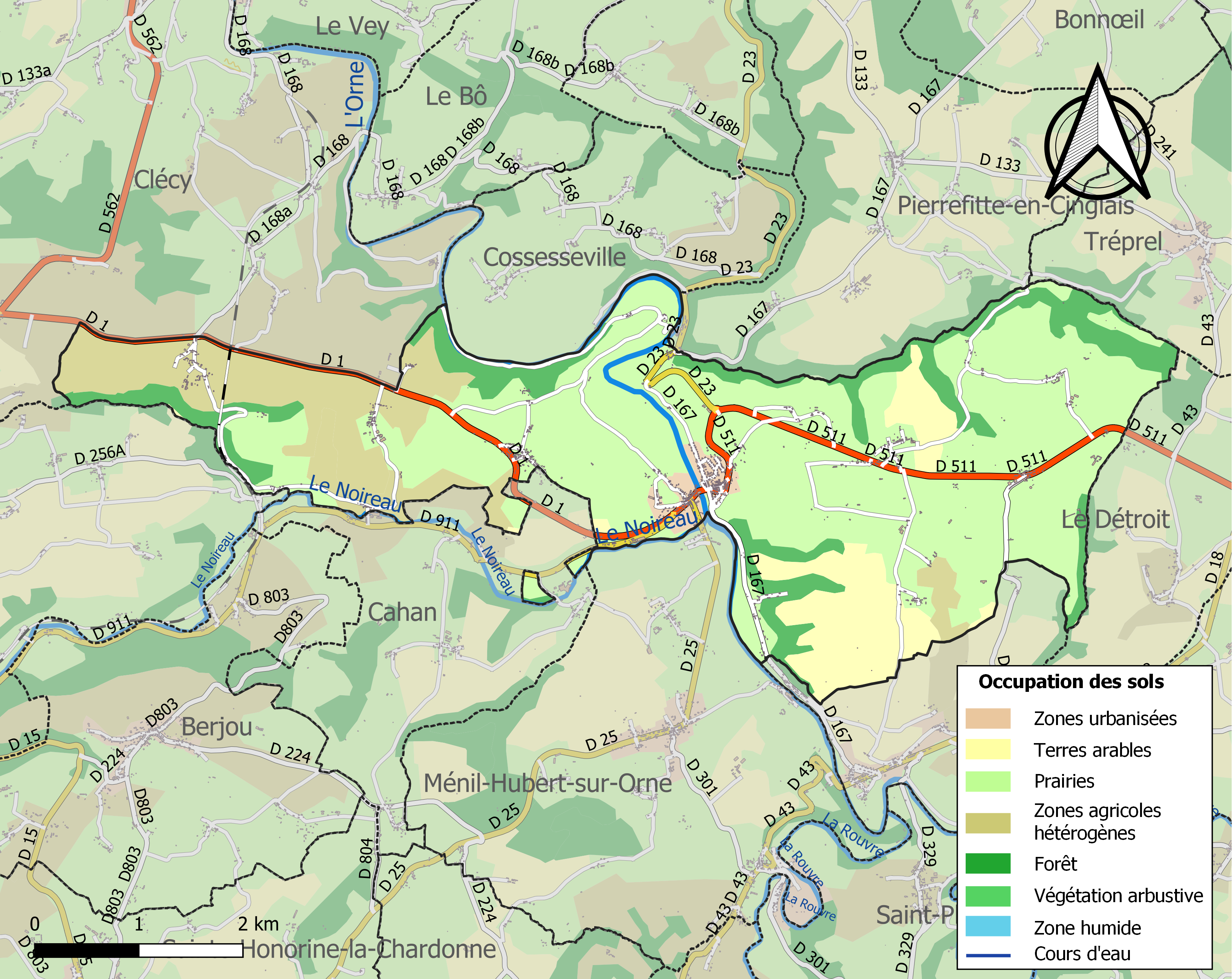
Carte des infrastructures et de l'occupation des sols de la commune en 2018 (CLC).

## Toponymie
Le nom de Pont-d'Ouilly symbolise l'union en 1947 des deux communes de chaque côté de l'Orne : Saint-Marc-d'Ouilly en rive gauche et Ouilly-le-Basset en rive droite. Le nom cette dernière localité est attesté sous la forme Oilliacus vers 1034.
Pont-d'Ouilly est le nom d'un hameau de l'ancienne commune de Saint-Marc-d'Ouilly.
Les Saint-Marc peuvent vénérer l'évangéliste Marc mais aussi parfois, tout comme les Saint-Mars, Médard de Noyon, évêque du VIe siècle, ce qui est le cas pour cette commune comme l'atteste le vocable Saint-Médard de son église.
Ouilly est une formation toponymique gallo-romaine, basée sur un anthroponyme latin ou roman tel qu'Olius, ou Aulius, suivi du suffixe d'origine gauloise -acum, marquant la localisation ou la propriété.
Le Basset, du latin bassus, de l'ancien français baisset, basset, diminutif de bas, baisse, un endroit se trouvant en dessous du lieu de référence, partie basse du territoire,  lieu bas, vallée, chemin creux ou spécialement un « lieu bas marécageux, plein de broussailles ».
Le gentilé est Ouillypontain.

## Histoire
Depuis le temps des diligences, Pont-d'Ouilly est reconnue comme ville étape. Dès le XIIe siècle, son pont de pierre aux sept arches était l'un des rares passages sur l'Orne permettant de relier Paris et Rouen à la Bretagne et au mont Saint-Michel. C'est un lieu de passage obligé pour franchir le fleuve et un véritable carrefour commercial. Au XXe siècle, la halle de Pont-d'Ouilly est l'une des plus prospères de la région.
Jusqu'en 1826, le secteur communal actuel est réparti sur trois communes distinctes : Saint-Marc-d'Ouilly, Saint-Christophe et Ouilly-le-Basset. À la création des cantons, Ouilly-le-Basset est chef-lieu de canton. Ce canton est supprimé lors du redécoupage cantonal de l'an IX (1801).
Ainsi jusqu'en 1947, la rive droite de l'actuel bourg de Pont-d'Ouilly dépend donc de la commune d'Ouilly-le-Basset, alors que la rive gauche dépend de celle de Saint-Marc-d'Ouilly, Saint-Christophe (89 habitants en 1821), en aval du pont, ayant été absorbé en 1826 par Ouilly-le-Basset (766 habitants).
La Deuxième Guerre mondiale est très douloureuse pour l'agglomération de Pont-d'Ouilly. Les bombardements, dont le but est de détruire le pont, atteignent de nombreuses habitations aux alentours, et les deux communes d'Ouilly-le-Basset (588 habitants en 1946) et de Saint-Marc-d'Ouilly (601 habitants) sont déclarées sinistrées. Face aux difficultés administratives et financières pour la reconstruction, elles décident de fusionner pour former la commune de Pont-d'Ouilly créée par décret en date du 23 août 1947.

## Politique et administration
| Période                                  | Période   | Identité          | Étiquette | Qualité           |
| ---------------------------------------- | --------- | ----------------- | --------- | ----------------- |
| octobre 1947                             | mai 1953  | Marcel Guyon      |           |                   |
| mai 1953                                 | mars 1965 | Roger Cornu       |           |                   |
| mars 1965                                | mars 1971 | René Vallée       |           |                   |
| mars 1971                                | mars 1973 | Roger Cornu       |           |                   |
| mars 1973                                | mars 1977 | Pierre Froger     |           |                   |
| mars 1977                                | mars 2001 | Alain Thomas      |           |                   |
| mars 2001                                | mars 2008 | Gérard Bisson     |           |                   |
| mars 2008                                | mars 2014 | Marcel Lecoq      | SE        | Agent de maîtrise |
| mars 2014                                | En cours  | Maryvonne Guibout | SE        | Retraitée         |
| Les données manquantes sont à compléter. |           |                   |           |                   |

Le conseil municipal est composé de quinze membres dont le maire et deux adjoints.

## Démographie
L'évolution du nombre d'habitants est connue à travers les recensements de la population effectués dans la commune depuis 1793. Pour les communes de moins de 10 000 habitants, une enquête de recensement portant sur toute la population est réalisée tous les cinq ans, les populations de référence des années intermédiaires étant quant à elles estimées par interpolation ou extrapolation. Pour la commune, le premier recensement exhaustif entrant dans le cadre du nouveau dispositif a été réalisé en 2007.
En 2022, la commune comptait 999 habitants, en évolution de −1,96 % par rapport à 2016 (Calvados : +1,58 %, France hors Mayotte : +2,11 %).
Pont-d'Ouilly a compté jusqu'à 1 279 habitants en 1968.
| 1793 | 1800 | 1806 | 1821 | 1831 | 1836  | 1841  | 1846  | 1851  |
| ---- | ---- | ---- | ---- | ---- | ----- | ----- | ----- | ----- |
| 846  | 763  | 946  | 872  | 883  | 1 052 | 1 013 | 1 075 | 1 018 |

| 1856  | 1861 | 1866  | 1872  | 1876 | 1881 | 1886 | 1891 | 1896 |
| ----- | ---- | ----- | ----- | ---- | ---- | ---- | ---- | ---- |
| 1 004 | 990  | 1 034 | 1 086 | 894  | 909  | 940  | 858  | 759  |

| 1901 | 1906 | 1911 | 1921 | 1926 | 1931 | 1936 | 1946 | 1954  |
| ---- | ---- | ---- | ---- | ---- | ---- | ---- | ---- | ----- |
| 641  | 605  | 551  | 572  | 556  | 541  | 551  | 601  | 1 150 |

| 1962  | 1968  | 1975  | 1982  | 1990  | 1999  | 2006  | 2007  | 2012  |
| ----- | ----- | ----- | ----- | ----- | ----- | ----- | ----- | ----- |
| 1 194 | 1 279 | 1 230 | 1 049 | 1 002 | 1 050 | 1 040 | 1 038 | 1 015 |

| 2017 | 2022 | - | - | - | - | - | - | - |
| ---- | ---- | - | - | - | - | - | - | - |
| 999  | 999  | - | - | - | - | - | - | - |

| 1793 | 1800 | 1806 | 1821 | 1831 | 1836 | 1841 | 1846 | 1851 |
| ---- | ---- | ---- | ---- | ---- | ---- | ---- | ---- | ---- |
| 624  | 682  | 771  | 766  | 809  | 776  | 859  | 845  | 796  |

| 1856 | 1861 | 1866 | 1872 | 1876 | 1881 | 1886 | 1891 | 1896 |
| ---- | ---- | ---- | ---- | ---- | ---- | ---- | ---- | ---- |
| 780  | 830  | 809  | 769  | 802  | 754  | 743  | 734  | 741  |

| 1901 | 1906 | 1911 | 1921 | 1926 | 1931 | 1936 | 1946 | - |
| ---- | ---- | ---- | ---- | ---- | ---- | ---- | ---- | - |
| 710  | 726  | 615  | 599  | 582  | 583  | 600  | 588  | - |

| 1793 | 1800 | 1806 | 1821 |
| ---- | ---- | ---- | ---- |
| 71   | 67   | 76   | 89   |

## Culture locale et patrimoine

### Lieux et monuments

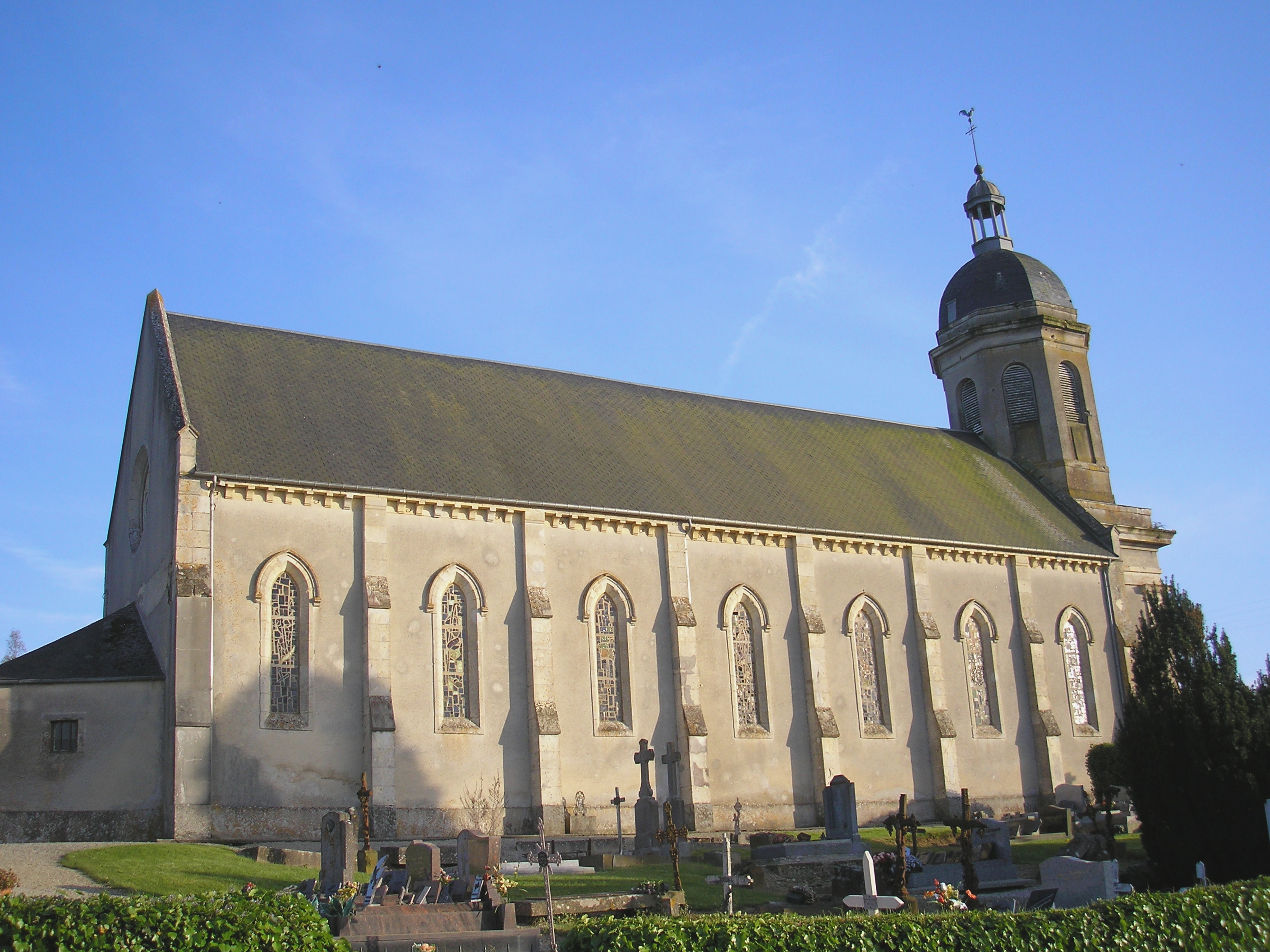
L'église Saint-Jean-Baptiste d'Ouilly-le-Basset.

- Église Saint-Jean-Baptiste, du XIXe siècle, à Ouilly-le-Basset.
- Église Sainte-Thérèse, néo-romane, du XXe siècle, à Pont-d'Ouilly.
- Église Saint-Médard, du XIXe siècle, à Saint-Marc-d'Ouilly.
- Chapelle Saint-Roch, du XVIe siècle, à Saint-Marc-d'Ouilly.
- Calvaire avec une statue du Christ, la Vierge Marie et l'apôtre Jean situé devant la chapelle Saint-Roch.
- Ancienne halle aux grains (reconstruite en 1826).
- Ancienne gare de Ménil-Hubert - Pont d'Ouilly sur la ligne de Falaise à Berjou comportant une remarquable halle à marchandises des années 1880.
- Haras d'Ouilly, créé par le prince Pierre d'Aremberg, repris après la Première Guerre mondiale par le duc de Cazes et qui fut la propriété de Jean-Luc Lagardère avant d'être celle de l'Aga Khan depuis 2015[réf. à confirmer][41].
- Ancienne école d'Ouilly-le-Basset du XIXe siècle, munie d'un lanternon.
- Vestiges d'une motte féodale à Ouilly-le-Basset[42].

### Jumelage
- Chipping Campden (Royaume-Uni) depuis 1980.
- Hafenlohr (Allemagne) depuis 2015

### Personnalités liées à la commune
- Jean-Luc Lagardère (1928–2003), industriel et patron de presse, est enterré à Pont-d'Ouilly, dans le cimetière d'Ouilly-le-Basset.

### Héraldique
| Armes de Pont-d'Ouilly | Les armes de la commune se blasonnent ainsi : De gueules au léopard soutenu d'un pont isolé, voûté, de cinq arches, le tout d'or. Le léopard d'or sur champ de gueules rappelle les armes de la Normandie. |